# مهاجرت (بوم‌شناسی)

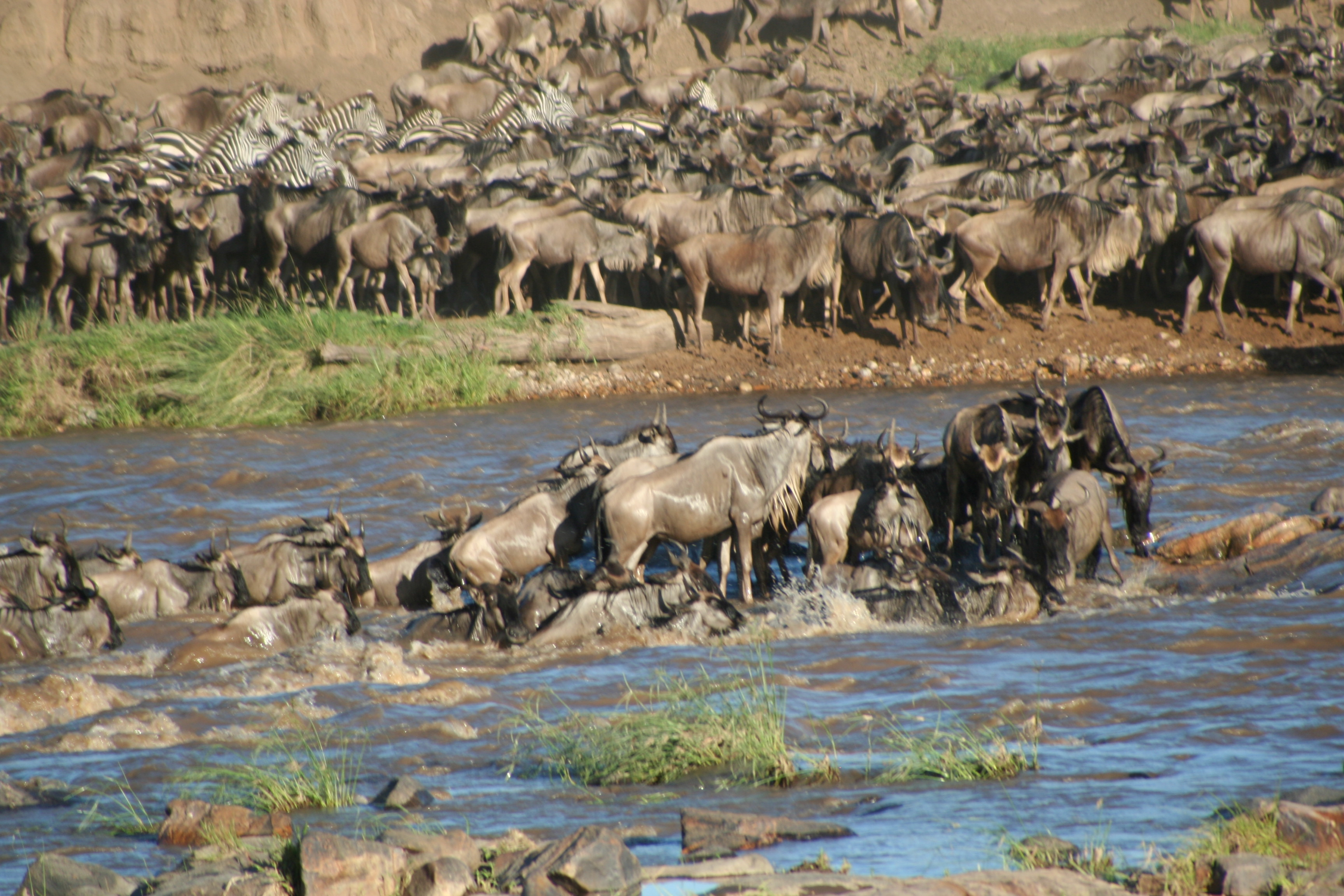
کل یالدار در حال مهاجرت در سرنگتی

کوچ یا مهاجرت، در بوم‌شناسی، جابجایی در مقیاس بزرگ در اعضای یک گونه از یک محیط به محیطی متفاوت است. مهاجرت یک رفتار طبیعی و بخشی از چرخه زندگی بسیاری از گونه‌های جانداران متحرک است که به جانوران محدود نمی‌شود، اگرچه کوچ جانوران شناخته‌شده‌ترین نوع آن است. کوچ اغلب چرخه‌ای است و به صورت فصلی و در برخی موارد نیز ارتفاعی به صورت روزانه رخ می‌دهد. گونه‌های جانوری کوچ می‌کنند تا از شرایط مطلوب‌تر با توجه به در دسترس بودن غذا، ایمنی در برابر شکار، فرصت جفت‌گیری یا دیگر عوامل محیطی بهره‌گیری کنند.
معمولاً به پدیده کوچ جانوران، از دید حرکت فیزیکی جانوران از یک منطقه به منطقه دیگر نگریسته می‌شود. این پدیده شامل کوچ پرندگان، کوچ ماهیان و مهاجرت حشرات است. با این حال، می‌توان گفت که گیاهان نیز کوچ می‌کنند (مانند کوچ جنگل)، زیرا پراکنش دانه به گیاهان این توانایی را می‌بخشد تا در مناطق تازه، با محدودیت‌های محیطی مانند دما و بارندگی، رشد کنند و در نتیجه تغییرهایی مانند کوچ جنگل‌ها ایجاد شود.

## سازوکارها
در حالی که اعضای برخی از گونه‌ها در نخستین سفر خود با اعضای مسن‌تر گروه خود یک مسیر مهاجرت را یادمی‌گیرند، گونه‌های دیگر به‌طور ژنتیکی اطلاعات مربوط به مسیرهای مهاجرت خود را منتقل می‌کنند. : 71–72 علی‌رغم تفاوت‌های فراوان در نشانه‌ها و رفتارهای مهاجرتی جانداران، «به نظر می‌رسد که شباهت‌های قابل‌توجهی در نشانه‌های مربوط به مراحل مختلف مهاجرت وجود دارد». : 84 جانداران مهاجر از نشانه‌های محیطی مانند دوره نوری و شرایط آب و هوایی و همچنین نشانه‌های درونی مانند سطح هورمون‌ها برای تعیین زمان آغاز مهاجرت استفاده می‌کنند. گونه‌های کوچگر (مهاجر) به ترتیب از حواسی مانند مغناطیسی یا بویایی برای جهت‌یابی یا پیمایش مسیر خود استفاده می‌کنند. : 69–70 

## عوامل
عواملی که روش‌های کوچ را تعیین می‌کنند به دلیل ناهماهنگی تغییرها و رویدادهای عمده فصلی متغیر هستند. هنگامی که یک جاندار زنده از مکانی به مکان دیگر مهاجرت می‌کند، مصرف انرژی و سرعت کوچ آن به‌طور مستقیم با یکدیگر و به ایمنی جانداران وابستگی دارد. اگر یک مانع بوم‌شناختی خود را در طول مسیر مهاجرت نشان دهد، کوچگر می‌تواند از انرژی خود برای عبور مستقیم از مانع یا برای جابجایی پیرامون مانع استفاده کند. اگر جانداری در حال کوچ به مکانی باشد که رقابت زیادی برای غذا یا زیستگاه وجود دارد، سرعت مهاجرت آن باید بیشتر باشد. این موضوع به‌طور غیرمستقیم به تعیین تناسب اندام جاندار با افزایش احتمال بقا و موفقیت باروری کمک می‌کند. : 38–41 

## دسته‌بندی آرایه‌شناختی

### در جانوران
کوچ جانوران جابجایی به نسبت طولانی جانوران منفرد است که معمولاً بر اساس فصلی است که رایج‌ترین شکل کوچ در محیط زیست است. این پدیده در همه گروه‌های اصلی جانوری، از جمله پرندگان، پستانداران، ماهیان، خزندگان، دوزیستان، حشرات، و سخت‌پوستان یافت می‌شود. علت کوچ جانوران ممکن است آب و هوای محلی، در دسترس بودن محلی غذا، فصل سال یا برای جفت‌گیری باشد. برای اینکه به عنوان یک کوچ واقعی، و نه فقط یک پراکندگی یا نابسامانی محلی در نظر گرفته شود، جابجایی جانوران باید یک رخداد سالانه یا فصلی باشد، یا یک تغییر عمده زیستگاه به عنوان بخشی از زندگی آنها باشد. یک رویداد سالانه می‌تواند شامل کوچ پرندگان از نیم‌کره شمالی به جنوب برای زمستان، یا مهاجرت سالانه کل یالدار برای چرای فصلی باشد. یک تغییر عمده زیستگاه می‌تواند شامل ماهی آزاد جوان اقیانوس اطلس یا لامپری دریایی باشد. آنها زمانی به اندازه چند اینچ رسیدند، رودخانه محل تولد خود را ترک می‌کنند. برخی از شکل‌های سنتی مهاجرت انسان با این الگو مطابقت دارند. مهاجرت‌ها را می‌توان با استفاده از برچسب‌های شناسایی سنتی مانند حلقه‌های پرندگان، یا مستقیماً با دستگاه‌های ردیابی الکترونیکی ردیابی کرد. پیش از اینکه کوچ جانوران درک شود، توضیح‌های فرهنگ مردم برای پیدایی و ناپیدایی برخی از گونه‌ها، از جمله اینکه غازهای گونه‌سفید از کشتی‌چسب غازی رشد می‌کنند، فرموله می‌شد.

### در گیاهان

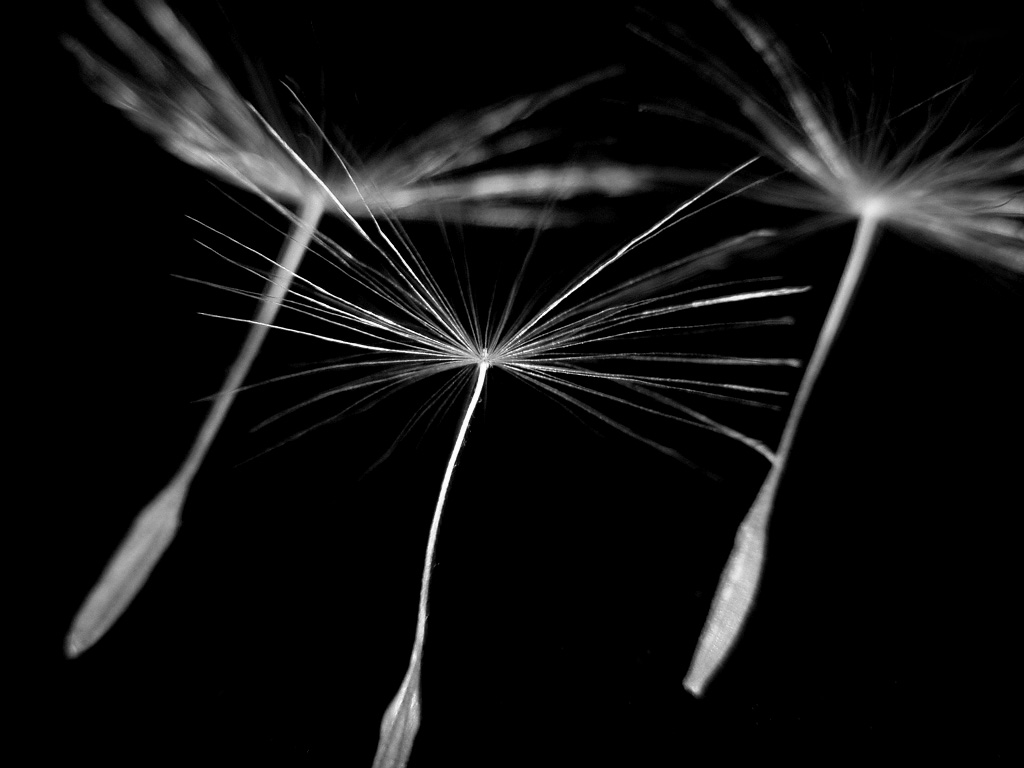
پراکنش بادی میوه‌های قاصدک

می‌توان گفت که گیاهان نیز کوچ می‌کنند، زیرا پراکندگی دانه به گیاهان این توانایی را می‌بخشد تا در مناطقی تازه با محدودیت‌های محیطی مانند دما و بارندگی رشد کنند. هنگامی که این محدودیت‌ها تغییر می‌کنند، مرز پراکنش گونه‌های گیاهی نیز ممکن است جابجا شود، بنابراین ممکن است گفته شود که گیاه کوچ می‌کند، مثلاً در کوچ جنگل.

## پیامدها
گونه‌ای که به یک جامعه جدید کوچ می‌کند، می‌تواند بر نتیجه برهم‌کنش‌های رقابتی محلی تأثیر بگذارد. گونه‌ای که به یک جامعه تازه کوچ می‌کند می‌تواند تأثیری از بالا به پایین در جامعه ایجاد کند. اگر گونه مهاجر در جامعه تازه فراوان باشد، می‌تواند به طعمه اصلی شکارچی ساکن تبدیل شود و گونه‌های ساکن دیگر را تنها به عنوان طعمه جایگزین باقی بگذارد. این منبع غذایی جدید (مهاجران) می‌تواند اندازه جمعیت گونه‌های شکارگر را افزایش دهد و بر اندازه جمعیت طعمه‌های دیگرش تأثیر بگذارد، هنگامی که گونه‌های مهاجر به مکان اصلی خود بازگردند. : 136 اگر یک گونه ساکن به دلیل تنوع فصلی کمبود غذا را تجربه کند، این گونه می‌تواند از جمعیت کاسته شود و فرصتی برای گونه‌های جدید برای مهاجرت به آن مکان ایجاد می‌کند زیرا کاهش جمعیت گونه‌های ساکن سبب فراوانی غذا می‌شود. : 135 گونه‌های مهاجر همچنین می‌توانند بیماری‌ها را در فاصله طولانی از زیستگاه اصلی خود جابجا کنند. : 137 